# Brimera
Brimera (Brimeura) – rodzaj roślin z rodziny szparagowatych Asparagaceae. Obejmuje trzy gatunki. Występują one w basenie Morza Śródziemnego – od północno-wschodniej Hiszpanii, poprzez Baleary, Sardynię i Korsykę po Grecję i Chorwację. Rośliny te występują w miejscach skalistych, na górskich łąkach i w lasach. Uprawiana jako roślina ozdobna jest zwłaszcza brimera hiszpańska B. amethystina.

## Morfologia
PokrójByliny z cebulami, z których wyrasta pęd kwiatonośny o wysokości do ok. 20 cm.
LiściePłaskie, zawsze tylko odziomkowe, zwykle nieliczne.
KwiatyZebrane w groniaste, wyprostowane lub spłaszczone nieco na szczycie kwiatostany, składające się z maksymalnie 12 zwisających kwiatów. Okwiat niebieski, fioletowy, liliowoworóżowy lub biały, składa się z 6 listków o podobnej długości, u nasady zrośniętych w krótką rurkę. Pręcików jest 6. Zalążnia górna powstaje z trzech owocolistków. W każdej z komór rozwijają się po dwa–cztery zalążki. Pojedyncza szyjka słupka zakończona jest prostym znamieniem.
OwoceTorebki z czarnymi nasionami.

## Systematyka
Pozycja systematyczna
Rodzaj z podplemienia Hyacinthinae, z plemienia Hyacintheae, podrodziny Scilloideae z rodziny szparagowatych Asparagaceae. W przeszłości w różnych systemach klasyfikowany był w szeroko ujmowanej rodzinie liliowatych. Zaliczany był także do rodziny hiacyntowatych Hyacinthaceae w systemach, które ją wyróżniały.
Wykaz gatunków
- Brimeura amethystina (L.) Chouard. – brimera hiszpańska
- Brimeura duvigneaudii (L.Llorens) Rosselló, Mus & Mayol
- Brimeura fastigiata (Viv.) Chouard – brimera wzniesiona